# 新疆生产建设兵团第二师二十五团
新疆生产建设兵团第二师二十五团是中华人民共和国新疆生产建设兵团第二师下辖的一个团，与新疆维吾尔自治区铁门关市西海镇实行“团镇合一”的管理体制。

## 行政区划
新疆生产建设兵团第二师二十五团下辖以下单位：
团部、一连、三连、四连、六连、七连、九连和园林队。